# Lars Ahlin
Pour les articles homonymes, voir Ahlin.
Lars Ahlin, né le 4 avril 1915 à Sundsvall et mort le 11 mars 1997 à Stockholm, est un écrivain suédois. Il est lauréat en 1995 du prix nordique de l'Académie suédoise.

## Biographie
D'origine ouvrière, il doit quitter l'école à l'âge de 13 ans pour aider à subvenir aux besoins de sa famille. C'est en autodidacte qu'il complètera sa formation intellectuelle. À l'âge de 18 ans, il fait une expérience mystique qui marquera la vision du monde de l'écrivain, tout comme l'influencera l'existentialisme français 
Son œuvre met en scène des individus déchirés par des conflits psychologiques et religieux et critiquant, voire refusant, le monde tel qu'il va. Son premier roman publié, Tåbb med manifestet (Tåbb et le Manifeste, 1943), l'illustre parfaitement: c'est, en effet, une dénonciation virulente du monde contemporain. Le héros, Tåbb, perd son emploi et, ainsi placé comme à l'extérieur de la société, décrit un monde en transition, hésitant entre un capitalisme présenté comme finissant et un socialisme qui, alors qu'il peine à naître, détruit les individus au nom d'un avenir encore incertain. Il finit par privilégier, une vision religieuse, d'inspiration luthérienne, où les hommes sont jugés par leurs actions à leur mort. 

## Listes des œuvres
- Tåbb med manifestet, 1943
- No Eyes Await Me, 1944
- Min död är min, 1945
- Om, 1946
- Kanelbiten, 1953
- The Great Amnesia, 1954
- Natt i marknadstältet, 1957
- Bark and Leaves, 1961
- Sjätte munnen, 1985